# Hanna Jonsson
Hanna Jonsson (Mölndal, 20 de enero de 1999) es una deportista sueca que compite en vela en la clase Nacra 17. Ganó una medalla de bronce en el Campeonato Mundial de Nacra 17 de 2023.

## Palmarés internacional
| \| Campeonato Mundial \| Campeonato Mundial \| Campeonato Mundial \| Campeonato Mundial \| \| Año \| Lugar \| Medalla \| Clase \| \| ------------------ \| ---------------------- \| ------------------ \| ------------------ \| \| 2023 \| La Haya (Países Bajos) \| Medalla de bronce \| Nacra 17 \| |                        |                   |          |
| Campeonato Mundial |                        |                   |          |
| Año | Lugar                  | Medalla           | Clase    |
| 2023 | La Haya (Países Bajos) | Medalla de bronce | Nacra 17 |